# Алта Бадия
Алта Бадия (на ладински и на италиански: Hochabtei, също Hochabteital) е ски-курорт в Доломитите, Южен Тирол, Италия.
Курортът предлага 95 писти на надморска височина от 1400 до 2700 метра между ноември и април.

## Световна купа по ски алпийски дисциплини
Пистата „Гран Риса“ се намира в курорта. От 1990 г. на пистата се провеждат ежегодни състезания по гигантски слалом за мъже. Тя се счита за една от най-тежките писти в календара на световната купа по ски алпийски дисциплини.

## „Маратона длес Доломитес“
„Маратона длес Доломитес“ („Маратон на Доломитите“) е вело-маратон, който се провежда в Алта Бадия ежегодно от 1987 г. в първата неделя на юли.